# Gurmukhí

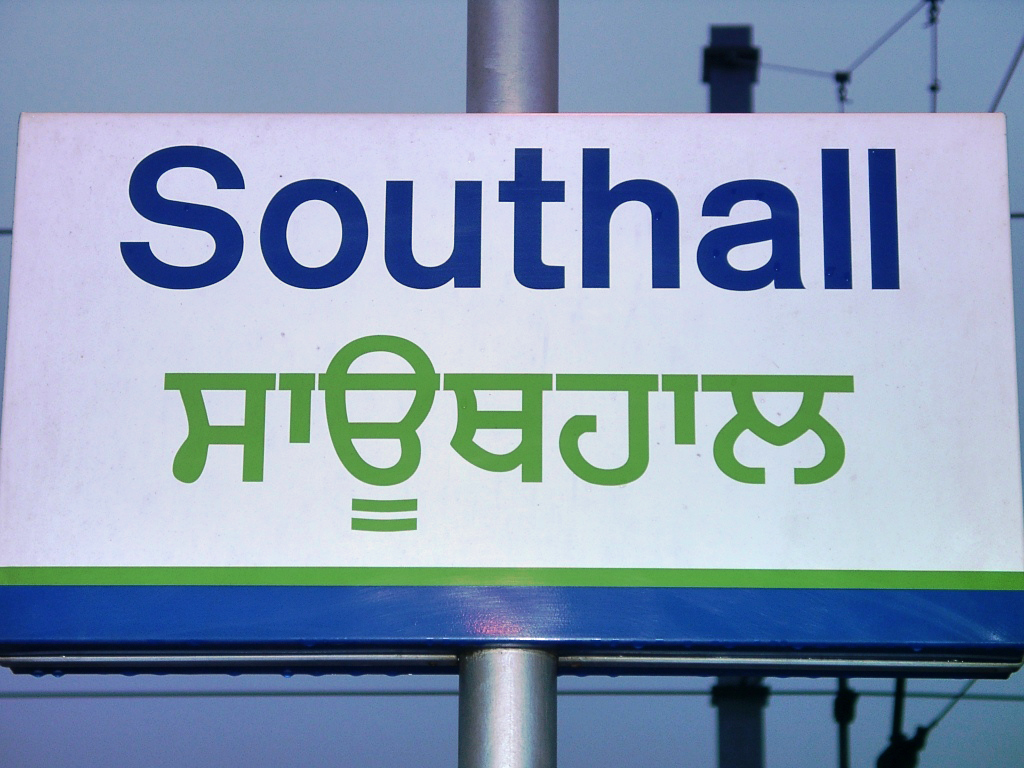
Nápis s latinkou a gurmukhi v Londýně

Gurmukhí (Gurmukhī – ਗੁਰਮੁਖੀ) je písmo, kterým se píše východo-paňdžábština, tedy východní sikhský dialekt paňdžábštiny, používaný na území Indie.
Název písma Gurmukhí je složen ze slov guru = učitel a mukh = ústa, jeho název je tedy něco jako „(pocházející z) úst Učitele“. Toto písmo totiž sestavil v 16. století druhý sikhský guru, Guru Angad Dev. Toto písmo ovládají všichni východní sikhové a to i jinak nevzdělaní vesničané, kteří žádné jiné písmo neznají. Většina sikhů ale ještě ovládá i latinku a dévanágarí.
Naproti tomu západní, muslimský dialekt používaný v Pákistánu, se píše urdským písmem šáhmukhí, které je rozšířenou variantou písma perského vytvořeného na základě arabského písma.

## Charakter písma
Písmo gurmukhí podobně jako většina indických písem vzniklo z písma Bráhmí. Proto je svojí grafickou podobou i principy velice blízké písmu dévanágarí, a také bengálskému a gudžarátskému písmu a také je slabičným písmem. Každá souhláska totiž obsahuje inherentní krátké „a“. Například souhláska „k“ je ve skutečnosti slabikou „ka“. Výjimkou z tohoto pravidla v hindštině v některých případech, jako na konci slova nebo na slovních švech, inherentní krátké „a“ odpadá, není-li ale pro výslovnost snazší ho zachovat, např. po skupině více souhlásek. Pro přidání jiných samohlásek (tj. náhradu „a“ jinou samohláskou) do slabiky se používají tyto samohlásky jen jako ligatury – nikoliv v plném tvaru.
Výjimkou bez inherentního „a“ bývalo vokalické ṛ (jako v českém slově „sanskrt“), které ale již z novoindických jazyků vymizelo. Proto se zapisuje standardně foneticky se samohláskou, např. v severní Indii se zapisuje (podle výslovnosti) jako ri (a to i v sanskrtských slovech, např. jako právě sanskrt: „sanskrit“) a v maráthštině jako ru.